# زنده ۲۰۰۳
زنده ۲۰۰۳ (به انگلیسی: Live 2003) نام یک آلبوم زنده از گروه آلترناتیو راک بریتانیایی کلدپلی است که در نوامبر ۲۰۰۳ منتشر شده است.